# 東京成徳大学
東京成徳大学（とうきょうせいとくだいがく、英語: Tokyo Seitoku University、公用語表記: 東京成徳大学）は、東京都北区十条台1-7-13に本部を置く日本の私立大学。1926年創立、1993年大学設置。大学の略称はTSU。

## 概要
東京都北区十条台に子ども学部、経営学部、国際学部、応用心理学部、大学院心理学研究科（修士課程・博士後期課程）がある。大学院は、昼夜開講制の臨床心理士指定校である。

## 沿革
- 1926年4月 - 王子高等女学校（4年制）創立
- 1931年12月 - 東京成徳高等女学校に改称
- 1940年12月 - 財団法人東京成徳高等女学校設立
- 1947年2月 - 東京成徳中学校設立
- 1948年
  - 3月 - 東京成徳高等学校設立
  - 6月 - 法人名を財団法人東京成徳学園と改称
- 1951年2月 - 運営法人を学校法人東京成徳学園に改組
- 1953年4月 - 東京成徳幼稚園設立
- 1963年4月 - 東京成徳学園深谷高等学校設立
- 1965年4月 - 東京成徳短期大学設立
- 1969年4月 - 東京成徳幼稚園を東京成徳短期大学附属幼稚園に改称
- 1976年5月 - 東京成徳短期大学附属第二幼稚園設立
- 1979年4月 - 設置する各校の校名を東京成徳短期大学付属中学校・付属高等学校・付属深谷高等学校に変更
- 1993年4月 - 千葉県八千代市に東京成徳大学設立（人文学部日本語・日本文化学科、英語・英米文化学科、福祉心理学科）[1]
- 1997年4月 - 設置する各校の校名を東京成徳大学高等学校・東京成徳大学深谷高等学校・東京成徳大学中学校・東京成徳短期大学附属幼稚園・附属第二幼稚園に変更
- 1998年4月 - 東京成徳大学大学院心理学研究科カウンセリング専攻（修士課程）開設
- 2000年4月 - 東京成徳大学人文学部に臨床心理学科開設。東京成徳大学心理学研究科を東京都北区王子へ移転
- 2001年4月 - 東京成徳大学人文学部の日本語・日本文化学科を日本伝統文化学科に、英語・英米文化学科を国際言語文化学科（英米言語文化専攻、アジア言語文化専攻）に改組
- 2002年4月 - 東京成徳大学大学院心理学研究科のカウンセリング専攻を臨床心理学専攻に改組
- 2003年4月 - 東京成徳大学大学院に心理学研究科臨床心理学専攻博士後期課程開設
- 2004年4月 - 東京成徳大学子ども学部子ども学科開設（十条台キャンパス）

- 2008年4月 - 人文学部を人文学部と応用心理学部に再編（福祉心理学科、臨床心理学科を独立）[2]
- 2009年4月 - 東京成徳大学経営学部経営学科開設（十条台キャンパス）。応用心理学部に健康・スポーツ心理学科開設
- 2010年4月 - 東京成徳大学人文学部に観光文化学科開設[3]
- 2012年4月 - 東京成徳大学子ども学部子ども学科に小学校教職課程開設
- 2013年
  - 4月 - 東京成徳大学深谷中学校設立。大学本部を八千代キャンパスから十条台キャンパスに変更[広報 1]
  - 11月 - 大学創立20周年記念式典開催
- 2014年4月 - 東京成徳大学人文学部の観光文化学科の学生募集を停止
- 2016年4月 - 東京成徳大学大学院心理学研究科（昼夜開講制）と東京成徳大学応用心理学部臨床心理学科を東京都北区十条台へ移転
- 2017年
  - 3月 - 東京成徳大学人文学部の観光文学科を廃止。東京成徳短期大学附属第二幼稚園を休園
  - 4月 - 東京成徳大学に地域創生研究所を設置

- 2019年4月 - 東京成徳大学国際学部国際学科開設
- 2020年4月 - 人文学部国際言語文化学科及び応用心理学部福祉心理学科を廃止
- 2022年4月 - 八千代キャンパスが十条台キャンパスへ移転[4]。八千代キャンパスは体育館・グラウンドのみとなる[5]
- 2023年4月 - 人文学部日本伝統文化学科廃止[6]

## 学部

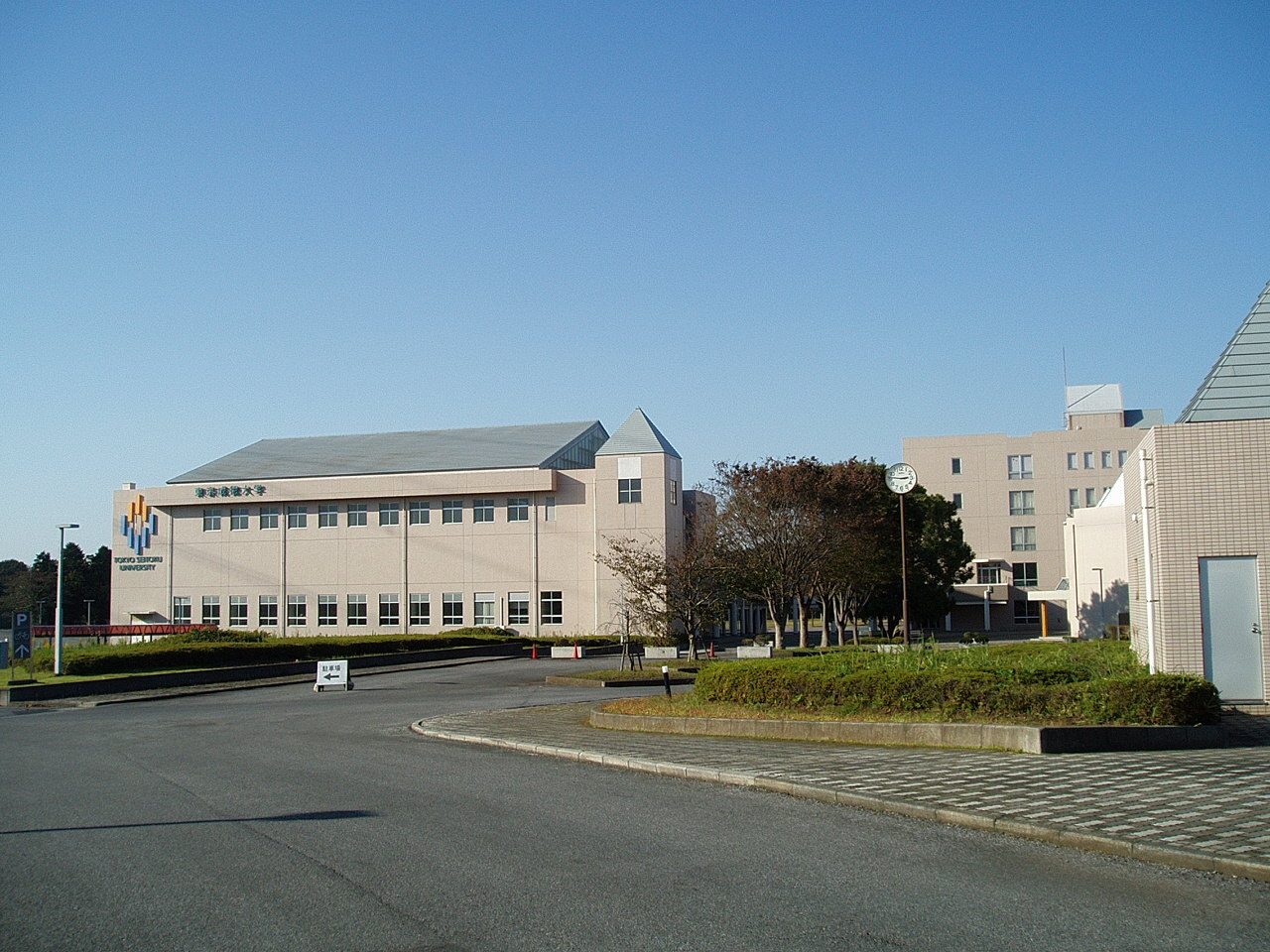
八千代キャンパス（2012年）

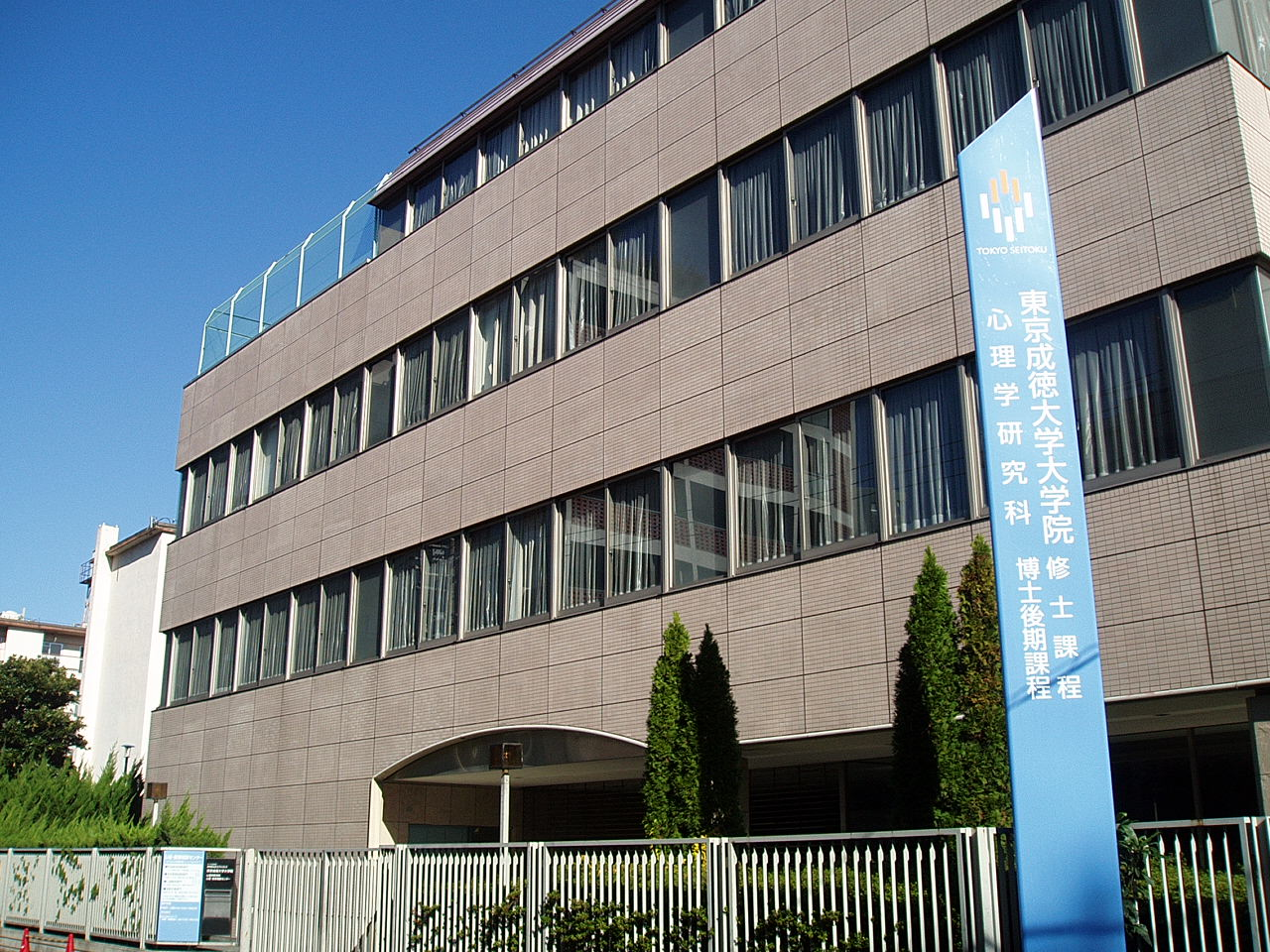
大学院（2012年）。現在は十条台へ移転済

- 応用心理学部
  - 臨床心理学科
  - 健康・スポーツ心理学科
- 子ども学部
  - 子ども学科
- 経営学部
  - 経営学科
- 国際学部
  - 国際学科

## 大学院
- 心理学研究科
  - 臨床心理学専攻

## 対外関係

### 国内・学術交流等協定校
- 放送大学[広報 2]

### 国際・学術交流等協定校
- コー大学（アメリカ・アイオワ州）
- セントマイケルズ大学（アメリカ・バーモント州）
- ランガラ大学（カナダ・ブリティッシュコロンビア州）
- ラトローブ大学（オーストラリア・ビクトリア州）
- 白石大学校（韓国・忠清南道）
- 寧夏大学（中国・寧夏回族自治区）

## 施設

### キャンパス
- 十条台キャンパス
  - 経営学部、子ども学部、国際学部、応用心理学部(臨床心理学科、健康・スポーツ心理学科)
  - 十条駅南口下車 徒歩5分。東十条駅南口下車 徒歩10分

### 過去に存在したキャンパス
- 八千代キャンパス
  - 応用心理学部、人文学部、心理学研究科
  - 勝田台駅・東葉勝田台駅からスクールバス。
  - 2022年にキャンパス移転に伴い、体育館・グラウンドのみとなる[5]。

## 関連校
- 東京成徳短期大学
- 東京成徳大学中学校・高等学校
- 東京成徳大学深谷中学校・高等学校
- 東京成徳短期大学附属幼稚園

## 主な教員
- 國分康孝 - カウンセリング心理学（元・副学長）
- 深谷昌志 - 教育社会学（元・子ども学部長）
- 内田一成 - 臨床心理学、福祉心理学 (元教授)
- 青柳隆志 - 日本伝統文化学（元・学生部長）

## 出身者
- 梶原しげる:人文学部客員教授、アナウンサー
- 庄司顕人:バスケットボール
- 滝沢秀一:マシンガンズ、作家
- 副島淳:タレント
- シルクロード:YouTuber（フィッシャーズ）